# Bratton (Wiltshire)
Bratton – wieś w Anglii, w hrabstwie Wiltshire. Leży 32 km na północny zachód od miasta Salisbury i 141 km na zachód od Londynu. W 2001 miejscowość liczyła 1199 mieszkańców.